# Парана (држава)
Парана (порт. Paraná) је једна од 26 бразилских држава, лоцирана на југу земље. Парана, на истоку излази на атлантски океан, а на западу се граничи са Парагвајем и Аргентином. Ова територија је одвојена 1853. године, од тадашње провинције Сао Пауло, као казна за подршку коју је ова држава пружала побуни против цара.